# فهرست گواهی‌نامه‌های ضبط موسیقی
گواهی‌نامه‌های ضبط موسیقی (به انگلیسی: Music recording certifications) به‌طور معمول توسط صنعت موسیقی در سراسر جهان بر اساس کل واحدهای فروخته‌شده، پخش جریانی یا حمل به خرده فروشان اعطا می‌شود. این جوایز و الزامات آنها توسط نهادهای مختلف صدور گواهی‌نامه صنعت موسیقی در کشورها و مناطق مختلف در سراسر جهان تعریف می‌شود. جوایز گواهینامه استاندارد اعطا شده شامل جوایز طلا، پلاتین، و گاهی الماس، به ترتیب صعودی است. بریتانیا همچنین دارای یک گواهینامه نقره است. در بیشتر موارد، جایزه «مولتی-پلاتین» یا «مولتی-الماس» برای چند برابر نیازهای پلاتین یا الماس اهدا می‌شود.
بسیاری از صنایع موسیقی در سراسر جهان توسط فدراسیون بین‌المللی صنعت فونوگرافی (IFPI) نمایندگی می‌شوند. IFPI در ۶۶ کشور و انجمن‌های صنفی وابسته به خدمات در ۴۵ کشور فعالیت می‌کند. در برخی موارد، IFPI صرفاً به نهادهای صدور گواهینامه عملیاتی یک کشور وابسته است، اما در بسیاری از کشورها با صنایع کمتر توسعه یافته، IFPI به عنوان تنها سازمان صدور گواهینامه خدمات صنعت موسیقی کشور یا منطقه عمل می‌کند. هنوز سایر کشورهایی که توسط IFPI نمایندگی نمی‌شوند، دارای مجوزهایی هستند که به‌طور مستقل فعالیت می‌کنند، مانند شرکت‌های ضبط کننده منفرد که به‌طور کلی به صنعت موسیقی کشور یا منطقه خدمات می‌دهند.
اگرچه همه ارگان‌های گواهینامه برای فروش آلبوم یا حمل و نقل جایزه می‌دهند، بسیاری از آنها همچنین تک آهنگ‌ها، بارگیری دیجیتال پرداخت شده، رسانه‌های پخش جریانی، موزیک ویدئو، دی‌وی‌دی موسیقی و نوای زنگ و مسترینگ را تأیید می‌کنند. بعلاوه، برخی از نهادهای تأیید کننده، مقیاس آستانه جداگانه ای برای آثار با منشأ داخلی یا بین‌المللی، ژانرها، طول‌ها و قالب‌های مختلف دارند. از سال ۲۰۱۰ جریان دیجیتال در برخی مناطق وجود داشت.